# Picander

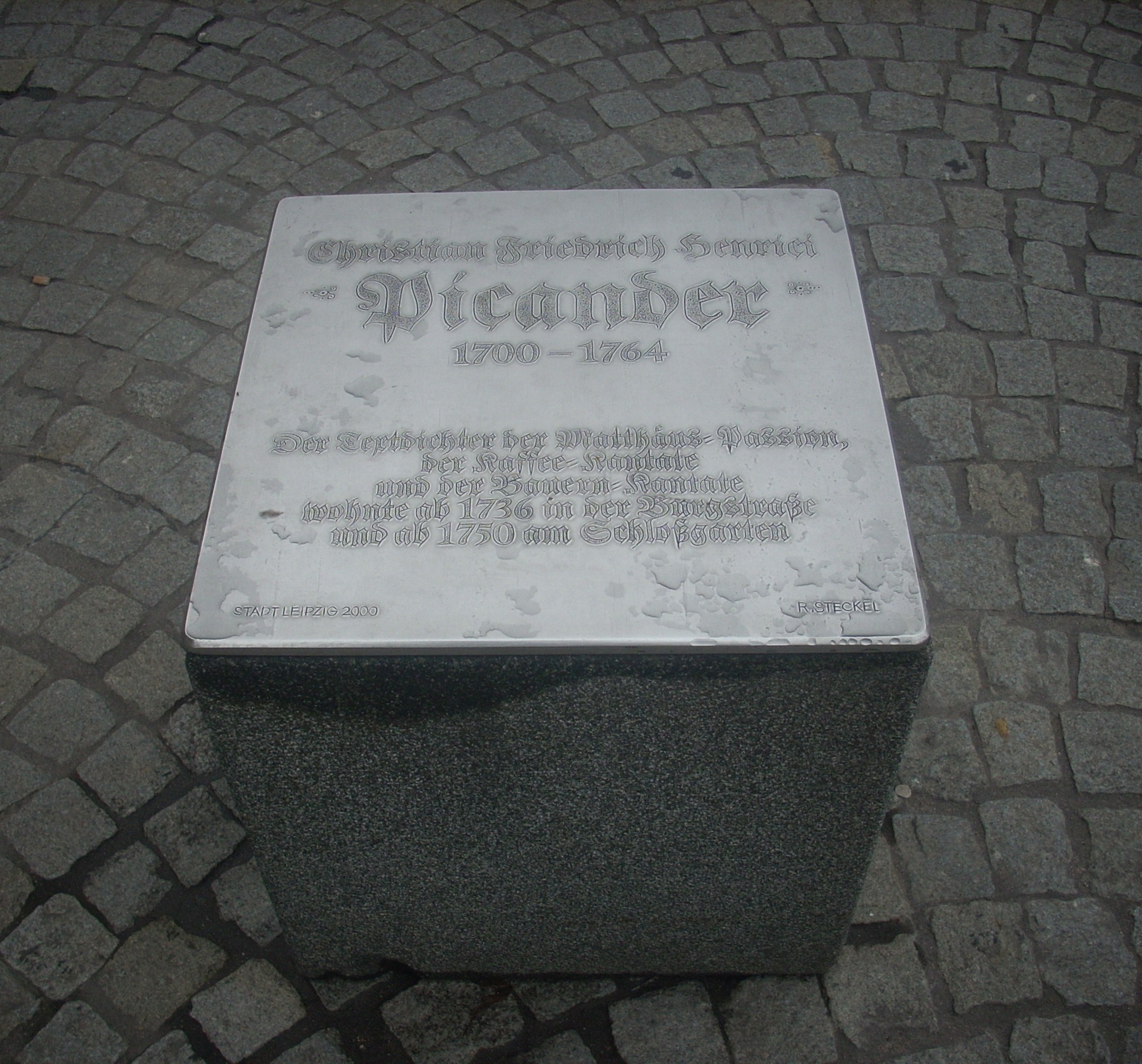
Pincander

Christian Friedrich Henrici (Stolpen, Dresde, 14 de enero de 1700-10 de mayo de 1764), más conocido con el seudónimo de Picander o Picandro, fue un poeta alemán, y libretista de muchas de las obras de Johann Sebastian Bach, especialmente de sus cantatas escritas en Leipzig.
Henrici estudió Derecho en Wittenberg y Leipzig, y posiblemente ejercía la abogacía o enseñaba derecho, a la par que ocupó el cargo de “director” de la oficina postal de correos de Leipzig y pasó luego a desempeñar las funciones de recaudación de impuestos en representación de su excelencia el príncipe elector,  siendo su afición a la poesía un oficio aparte. Comenzó escribiendo versos satíricos, poemas para aniversarios, bodas y nacimientos, siguiendo la moda de la época. Johann Christoph Gottsched lo definió como Hungerdichter, el poeta del hambre.
En el prefacio de uno de sus volúmenes indicaba que este había sido musicalizdo completamente por J.S Bach en 1729, si bien solamente nueve de las cantatas basadas en aquel libro han llegado hasta nosotros. Desde el momento en que muchas obras importantes de Bach están basadas en libretos de Picander, como la Cantata del café (BWV 211) y la Pasión según San Mateo (BWV 244), se puede inferir la pérdida de una gran cantidad de obras de Bach.[cita requerida]